# Fathom: bella, intrepida e spia
Fathom: bella, intrepida e spia (Fathom) è un film statunitense del 1967 diretto da Leslie H. Martinson. Interpretato da Raquel Welch ed Anthony Franciosa, fu il terzo film spionistico con protagonista femminile prodotto dalla 20th Century Fox dopo Caprice - La cenere che scotta con Doris Day e Come Spy with Me con Andrea Dromm, ma fu un flop al botteghino.
Il film era basato sul secondo romanzo, rimasto inedito, di Larry Forester sul personaggio di Fathom Harvill, intitolato Fathom Heavensent. Il primo si intitolava A Girl called Fathom.

## Trama
Fathom Harvill, una donna paracadutista, arriva in Spagna dagli Stati Uniti con una squadra di paracadutisti. Accetta un passaggio da un uomo di nome Timothy e viene portata a trovare Douglas Campbell, che la convince di essere un agente britannico che lavora per la NATO e vuole che Fathom lo aiuti a trovare un meccanismo di attivazione di un'arma nucleare scomparsa nel Mediterraneo. Le dice che il dispositivo è nascosto all'interno di un'antica statuetta cinese conosciuta come il Drago di fuoco. Seguendo il piano di Campbell, Fathom giunge nella villa di un uomo, Peter Merriwether, che ha un assistente cinese, Jo-May Soon (in realtà agente dei servizi segreti) e sta anche cercando la statuetta, ma trova un cadavere e viene catturata da Merriwether che la accusa di omicidio.
Fathom lo convince della sua innocenza dicendo che la storia dell'arma nucleare era uno stratagemma; il Drago di fuoco è stato rubato da un museo dell'Estremo Oriente dal colonnello Campbell, un disertore della guerra di Corea che ora è rintracciato da Merriwether, che è un investigatore privato. Alla ricerca della statuetta si aggiunge Sergi Serapkin, un ricco collezionista privato armeno che la vuole per sé.
Dopo aver respinto due attacchi con il coltello e con un arpione, Fathom recupera la statuetta in una custodia per il trucco. Campbell ora la convince che lui è affidabile e Merriwether sia il disertore. Fathom sale su un aereo con lui e Timothy, ma tentano prontamente di lanciarla nel vuoto con un paracadute difettoso. Merriwether li raggiunge su un altro aereo e i due piloti ingaggiano un duello aereo. Merriwether riesce a uccidere Campbell, e quando Timothy estrae una pistola, Fathom lo combatte per questo, portandolo a cadere dall'aereo. Rivelatosi come un bravo ragazzo, Merriwether convince la donna a incontrarla più tardi in un bar, sviluppando un'amicizia che forse si trasformerà in qualcosa di più.

## Produzione
(Lorenzo Semple Jr.)
Il film venne realizzato dalla 20th Century Fox per sfruttare il successo del fumetto Modesty Blaise e del film Modesty Blaise - La bellissima che uccide, interpretato da Monica Vitti. La sceneggiatura venne scritta da Lorenzo Semple Jr. e il film venne diretto da Leslie H. Martinson che avevano appena girato il film Batman tratto dalla serie televisiva omonima. Gli studios scelsero loro in base al fatto che avevano realizzato quel film in modo rapido ed economico. Il produttore acquistò i diritti di un romanzo inedito di Larry Forester, su una ragazza alta un metro e ottanta (da qui il nome "Fathom") pensando di replicare il successo di Modesty Blaise.
Semple scrisse la sceneggiatura nella casa di Boris Karloff, e dopo le prime venti pagine inventò le situazioni sul momento, cercando di renderle più emozionanti possibili. Inviò le prime venti pagine alla Fox e a David Brown e Richard Zanuck piacque, passando il progetto a John Koch per la produzione. Koch insistette per intervenire sulla sceneggiatura di Semple riga per riga.
Il ruolo principale venne affidato a Raquel Welch, in quel momento sotto contratto con la Fox e diventata famosa con Viaggio allucinante e Un milione di anni fa. Fu il suo primo ruolo da protagonista.
Nei progetti della Fox, il film doveva essere il primo di una serie sul personaggio di Fathom Harvill, ma alla sua uscita nelle sale fu un flop spettacolare e i produttori decisero di abbandonare il progetto.

## Riprese
Le riprese del film iniziarono nel settembre del 1966 e venne girato in Spagna, nelle località di Cártama, Mijas, Malaga, Torremolinos, e Nerja, in Andalusia. Gli interni vennero girati in Inghilterra, agli Shepperton Studios di Londra. Il rapporto tra la Welch e Martinson però non fu idilliaco: ebbero uno scontro il primo giorno delle riprese e tra di loro non si parlarono più per il resto della lavorazione. Semple, a proposito delle riprese in Spagna, dichiarò: «a Franco, ancora al comando allora, la sceneggiatura non piacque in molte cose, quindi gran parte del copione venne gettato via nei primi giorni di riprese».
Peter Medak, produttore associato del film e regista della seconda unità, a proposito del lavoro con Raquel Welch, disse: «A quel tempo era piuttosto inesperta, esattamente come una di quelle majorettes statunitensi che suonano la batteria. Ma si è sforzata molto e si recava a vedere i giornalieri ogni giorno, migliorando gradualmente. La gente era solita dire: "Chi è questa stupida ragazza?". Ma io affermai: "Aspetta. Scommetto che ce l'ha fatta." Mi piaceva molto perché era una persona così genuina. E aveva un bel corpo, che aiuta sempre». La Welch in seguito dichiarò sul film: «Interpretavo una esplosiva Barbie. Non sono mai apparsa completamente nuda, ma non condanno le persone che lo fanno». Nelle scene dei lanci col paracadute, la Welch era controfigurata da Donna Garrett.

## Colonna sonora
La colonna sonora del film, composta da John Dankworth e orchestrata da David Lindup, venne pubblicata su 33 giri nel 1967 dalla 20th Century Fox Records negli Stati Uniti e dalla Stateside Records in Inghilterra, con 11 brani. Nella ristampa su CD, effettuata dalla Harkit Records nel 2009, venne aggiunta una traccia per un totale di 12 brani.

## Distribuzione
Il film venne distribuito negli Stati Uniti il 9 agosto 1967 e in Inghilterra il 25 agosto dello stesso anno. In Italia ottenne il visto di censura n. 49.754 del 30 agosto 1967 per una lunghezza di 2.708 metri. Costato 3.875.000 dollari, il film negli Stati Uniti incassò 3.295.000 dollari, non coprendo le spese di produzione.

## Accoglienza critica
Kevin Thomas, il critico cinematografico del Los Angeles Times, nella recensione del 10 agosto 1967, affermò che: «ogni nuovo film di Raquel Welch porta un'ulteriore prova che da quando Maria Montez è morta gli schemi recitativi sono rimasti gli stessi. Come Maria, Raquel non può recitare da qui a lì, ma sembra che entrambe le donne siano nate per essere fotografate [...] questo film di spionaggio è più sdolcinato». Dall'altra parte, il New York Times lo definì «un buon divertimento scoppiettante» aggiungendo: «tra il suo sfortunato arrivo nel revival di "Un milione di anni fa" e il nuovo film, da qualche parte la Welch ha imparato a recitare».